# Музей истории города Набережные Челны
Историко-краеведческий музей города Набережные Челны (бывшее название «Музей истории города») — муниципальное бюджетное учреждение культуры, основанное в 10 апреля 1972 года. Основными видами деятельности музея помимо музейных экспозиций и выставок являются научно-исследовательская и культурно-образовательная деятельность. По состоянию на 2018 год экспозиционно-выставочная площадь музея составляет 877 м², площадь фондохранилищ — 102 м², количество сотрудников — 38 человек, среднее количество посетителей в год — 66 500 человек.

## История
- 10 апреля 1972 года — постановлением Набережночелнинского горисполкома за № 135 создаётся Музея истории города и строительства КАМАЗа.
- С лета 1972 года — музей, не имея к тому моменту собственного здания, начинает организовывать первые передвижные выставки работ художников Татарстана в рабочих общежитиях.
- 17 апреля 1973 года — открытие основного помещения музея, располагавшегося в Старой части города (посёлке ГЭС) на первом этаже одного из жилых домов.
- 1973 год — музей становится филиалом Государственного объединения музеев Татарской АССР.
- 1975 год — музей насчитывал более 5000 музейных предметов.
- 6 мая 1975 года — окончательное открытие всех залов Музея истории города: в первом зале были представлены экспонаты, посвященные истории развития города Набережные Челны с XVII века до середины 1970-х годов; во втором — экспонаты, посвященные строительству КАМАЗа; третий зал был посвящён настоящему и будущему Набережных Челнов.
- 1984 год — количество предметов основного фонда музея достигло 10200 единиц.
- ноябрь 1987 года — открыт выставочный зал музея в подъезде одного из жилых 5-этажных домов.
- С лета 1991 года до 1992 года — музей был закрыт на капитальный ремонт.
- 1997 год — количество предметов основного фонда достигло 20600 единиц.
- 26 апреля 2008 года — экспозиция музея была перемещена в реконструированное здание бывшего кинотеатра «Чулпан».
- 17 июля 2014 г. вышло постановление Исполнительного комитета г. Набережные Челны № 4219 о реорганизации МАУК «Музей истории города Набережные Челны» путем присоединения МАУК «Музей экологии и охраны природы города Набережные Челны»
- 17 сентября 2014 г. вышло постановление № 5650 о переименовании МАУК "Музей истории города Набережные Челны в МАУК г. Набережные Челны «Историко-краеведческий музей»

## Фонды музея
По состоянию на 2018 год экспозиционно-выставочная площадь музея составляет 877 м², площадь фондохранилища — 102 м², количество сотрудников (штатных единиц) — 39 человек, среднее количество посетителей в год — 66 500 человек
Предметов музейного значения в фондах музея на 01.01.2018 года —  52 667 единиц хранения, из них 37 114 предметов основного фонда

## Экспозиции музея
В экспозиции музея представлены следующие разделы, по которым проводятся самостоятельные тематические экскурсии:
- «Палеонтология. Животный мир Прикамья»
- «Археология. Волжская Булгария»
- «Этнография народов края»
- «Золотая кладовая»
- «История города в XIX—XX веках»
- «Участие Челнинцев в Великой Отечественной войне, в военных действиях в Афганистане и Чечне»
- «Набережные Челны в 1950-60-е годы. Перекрытие р. Кама, строительство Нижнекамской ГЭС»
- «Радиомастерская. История возникновения радиодела в Набережных Челнах»
- «КАМАЗ и город: история и современность»